# إيفان لوفريتش
إيفان لوفريتش (بالمجرية: Ivan Lovrić) هو لاعب كرة قدم مجري في مركز الدفاع، ولد في 11 يوليو 1985 في سبليت في كرواتيا. لعب مع نادي بودابست هونفيد ونادي كيكسكيميت ونادي واريورز.